# Tanzimprovisation
Die Tanzimprovisation ist eine Spielart des Tanzens, bei der es darum geht, aus dem Moment heraus seinen Körper zu bewegen. Das bedeutet, es gibt keine Choreographien, die getanzt werden. Jede Bewegung existiert nur in dem Augenblick, in dem sie ausgedrückt wird.
Man unterscheidet zwischen der freien und der gebundenen Improvisation (z. B. Musik/Rhythmus, Idee/Vorstellung/Thema, Objekte/Materialien, Raumformen). Ein Hilfsmittel für die Tanzimprovisation ist zum Beispiel Musik, zu der improvisiert werden kann. Die Art der Musik oder der Rhythmus können die Bewegungen der Tänzer inspirieren. Es gibt jedoch auch Improvisationstalente, die überhaupt keine Musik mehr benötigen und einfach darauf los tanzen (freie Improvisation). Andere Mittel können Tücher, Jonglierbälle usw. sein, die in die Tanzimprovisation eingebaut werden. Dieses ist jedoch bereits eine hohe Kunst der Tanzimprovisation, da sich nicht nur der Körper frei bewegt, sondern auch noch die Bewegungen der Stilmittel miteinbezogen werden müssen.
Tanzimprovisation kann gelernt werden, indem erfahrene Tänzer die Schüler mit verschiedensten Übungen dazu bringen, ihren Körper als ganzes wahrzunehmen. Außerdem ist das höchste Ziel der Improvisation das vollständige Sich-gehen-lassen. Dieser Zustand entspricht dem, was allgemein als Flow bekannt ist, in dem Zeit und Raum sich vollständig auflösen und der Tänzer nur noch reines Bewusstsein ist, das sich bewegt – oder auch nicht!
In den 1970er Jahren entstand aus avantgardistischen Tanzexperimenten die Contact Improvisation als postmoderne Tanzform. Ein sich ständig verlagernder Körper-Kontaktpunkt dient den Partnern als gemeinsame Basis, von der aus sie mit ihrem Gewicht spielen, sich aneinander bewegen und sich mit überraschender Leichtigkeit hochheben. Jede Bewegung entwickelt sich unmittelbar aus der Vorangegangenen durch die Kommunikation der Körper.